# 張平 (明朝)
張平（？—？），明朝人，是一名明朝政治人物。
張平曾于1369年任明朝首任上海县知县一职，1370年由张麟接任。